# اتیل پنتانوات
اتیل پنتانوات (به انگلیسی: Ethyl pentanoate) با فرمول شیمیایی C۷H۱۴O۲ یک ترکیب شیمیایی است. که جرم مولی آن ۱۳۰٫۱۸ g/mol می‌باشد. 